# Valle Ofanto - Lago di Capaciotti
Valle Ofanto - Lago di Capaciotti este o arie protejată (arie specială de conservare — SAC, sit de importanță comunitară — SCI) din Italia întinsă pe o suprafață de 7.572 ha, integral pe uscat.

## Localizare
Centrul sitului Valle Ofanto - Lago di Capaciotti este situat la coordonatele 41°11′39″N 15°59′15″E / 41.194167°N 15.9875°E.

## Înființare
Situl Valle Ofanto - Lago di Capaciotti a fost declarat sit de importanță comunitară în iunie 1995 pentru a proteja 54 de specii de animale. Situl a fost protejat și ca arie specială de conservare în martie 2018.

## Biodiversitate
Situată în ecoregiunea mediteraneană, aria protejată conține 2 habitate naturale: Galerii de Salix alba și de Populus alba, Pseudostepă cu ierburi și specii anuale de Thero-Brachypodietea.
La baza desemnării sitului se află mai multe specii protejate:
- păsări (48): privighetoare-de-baltă (Acrocephalus melanopogon), pescăruș albastru (Alcedo atthis), rață sulițar (Anas acuta), rață pitică (Anas crecca), rață mare (Anas platyrhynchos), gâscă cenușie (Anser anser), egretă mare (Ardea alba), stârc roșu (Ardea purpurea), stârc galben (Ardeola ralloides), rață-cu-cap-castaniu (Aythya ferina), rața moțată (Aythya fuligula), rață roșie (Aythya nyroca), buhai de baltă (Botaurus stellaris), caprimulg (Caprimulgus europaeus), barză albă (Ciconia ciconia), barză neagră (Ciconia nigra), erete de stuf (Circus aeruginosus), erete vânăt (Circus cyaneus), erete cenușiu (Circus pygargus), dumbrăveancă (Coracias garrulus), prepeliță (Coturnix coturnix), egretă mică (Egretta garzetta), Falco biarmicus, șoimul rândunelelor (Falco subbuteo), becațină comună (Gallinago gallinago), găinușă de baltă (Gallinula chloropus), cocor (Grus grus), piciorong (Himantopus himantopus), stârc pitic (Ixobrychus minutus), rață fluierătoare (Mareca penelope), rață pestriță (Mareca strepera), gaia neagră (Milvus migrans), gaia roșie (Milvus milvus), stârc de noapte (Nycticorax nycticorax), Phalacrocorax carbo sinensis, lopătar (Platalea leucorodia), țigănuș (Plegadis falcinellus), ploier auriu (Pluvialis apricaria), cresteț pestriț (Porzana porzana), cristei de baltă (Rallus aquaticus), sitar de pădure (Scolopax rusticola), Spatula clypeata, rață cârâitoare (Spatula querquedula), chiră mică (Sternula albifrons), turturică (Streptopelia turtur), spârcaci (Tetrax tetrax), chiră de mare (Thalasseus sandvicensis), Zapornia parva
- amfibieni (1): Bombina pachypus
- mamifere (1): vidră de râu (Lutra lutra)
- pești (2): Alburnus albidus, Rutilus rubilio
- reptile (2): șarpele cu patru dungi (Elaphe quatuorlineata), țestoasa de baltă (Emys orbicularis)

Pe lângă speciile protejate, pe teritoriul sitului au mai fost identificate 4 specii de plante, 1 specie de mamifere, 2 specii de nevertebrate.